# Adel Karasholi
Adel Karasholi (* 15. Oktober 1936 in Damaskus) ist ein syrisch-deutscher Schriftsteller und Übersetzer. Er schreibt in arabischer und deutscher Sprache. Seine Werke zählen sowohl zur zeitgenössischen syrischen als auch zur interkulturellen deutschen Literatur.

## Leben
Karasholi entstammt einer kurdischen Familie. Er veröffentlichte bereits in seiner Jugend Gedichte, angefangen von Liebesgedichten später in der Tradition arabischer Volkskunst, und gründete 1953 in Damaskus eine Zeitschrift für Kunst und Literatur, die vom Vater finanziert, aber schon mit der ersten Ausgabe durch die syrische Regierung wegen sogenannter „staatsfeindlicher Äußerungen“ wieder verboten wurde. Er arbeitete in einer Druckerei und als Zeitungs- und Rundfunkredakteur (u. a. leitete er eine Studentensendung bei Radio Damaskus). 1957 wurde er als jüngstes Mitglied in die arabischen Schriftstellervereinigung aufgenommen. Nachdem diese im Jahre 1959 verboten worden war, emigrierte Karasholi nach zwei Jahren des Exils in verschiedenen Ländern, u. a. im Libanon, nach Deutschland. Es folgten Aufenthalte an verschiedenen Orten in der DDR und in Westdeutschland. 1961 ließ er sich endgültig in Leipzig nieder. Er studierte am Literaturinstitut „Johannes R. Becher“ Literatur und an der Theaterhochschule Leipzig Theaterwissenschaft, wo er 1970 mit einer Arbeit über das Theater Bertolt Brechts promovierte. Von 1968 bis 1993 war er Lektor an der Universität Leipzig. 2004/2005 übernahm er die Chamisso-Poetikdozentur an der TU Dresden.
Karasholi ist Verfasser von Lyrik und Essays; er schreibt in arabischer und seit Mitte der Sechzigerjahre auch in deutscher Sprache. Daneben übersetzt er erzählende Prosa, Gedichte und Dramen aus beiden Sprachen. Seine Werke versuchen, eine interkulturelle Brücke zwischen Literatur und Poesie von Okzident und Orient zu bauen. Er setzt sich intensiv mit einem Phänomen unserer Zeit auseinander: was und wo Heimat ist.
Karasholi war seit 1980 Mitglied des Schriftstellerverbandes der DDR. Seit 1990 gehört er dem Verband deutscher Schriftstellerinnen und Schriftsteller (VS) und seit 1992 dem PEN-Zentrum Deutschland an. Im selben Jahr erhielt er die deutsche Staatsbürgerschaft.
Karasholi ist seit 1964 mit der Arabistin und Literaturübersetzerin Regina Karachouli  verheiratet, die er bereits im Studium kennengelernt hatte. Das Ehepaar lebt in Leipzig.

## Werke in deutscher Sprache
- Wie Seide aus Damaskus, Verlag Volk und Welt, Berlin 1968 (aus dem Arabischen ins Deutsche übersetzt)
- Umarmung der Meridiane, Mitteldeutscher Verlag, Halle/Leipzig 1978
- Brecht in arabischer Sicht, Berlin 1982
- Meine Geliebte kommt, Berlin 1983
- Daheim in der Fremde, Mitteldeutscher Verlag, Halle/Leipzig 1984
- (mit Joachim Jansong) Der Weinberg Erde, Leipzig 1986
- Wenn Damaskus nicht wäre (Gedichte). A1 Verlag, München 1992, ISBN 3-927743-07-0.
- Also sprach Abdulla (Gedichte). A1 Verlag, München 1995, ISBN 3-927743-21-6.

### Musik
Das Werk Daheim in der Fremde wurde 2016 von Bernd Franke als Szene für Bariton, Sprecher, Oud, Perkussion und Orchester musikalisch adaptiert.

### Anthologien und Literaturzeitschriften
- Beitrag in: Wie fern ist Palästina? Leipzig: Passage-Verlag, 2003. ISBN 3-932900-72-3.
- Daheim in der Fremde, in: West-östlicher Seiltanz, Trio, Bonn 2005, ISBN 3-00-016509-6.
- Ralph Grüneberger/Gesellschaft für zeitgenössische Lyrik (Hrsg.): Poesiealbum neu, Ausgabe 1/2007.

### Mitveröffentlichungen
- Nachdenken über Deutschland 1. Reden. Mit Vorträgen von Günter Grass, Rolf Hochhuth, Henry Marx, Adel Karasholi, Carl Friedrich von Weizsäcker, Verlag der Nation, Berlin 1990, ISBN 978-3-37300-417-2.
- Ernst, Christoph (Red.) u. a.: Und wir verloren die Sprache (Jean Amery). Schriftsteller im Exil. Darin: A. Karasholi: Ausländer raus ...., Evang. Kirche Berlin Brandenburg (Hrsg.), Berlin Verlag, Berlin 1990
- Lerke von Saalfeld (Hrsg.): Ich habe eine fremde Sprache gewählt. Ausländische Schriftsteller schreiben deutsch, Bleicher Verlag, 2002 (Psychosozial-Verlag 1998), ISBN 978-3-88350-617-3.

## Preise
- Kunstpreis der Stadt Leipzig (1985)
- Adelbert-von-Chamisso-Preis (1992)

## Übersetzungen
- Alfred Farag: Al-Tabrisi und sein Diener Kuffa, Berlin 1976
- Mahmud Darwisch: Wo du warst und wo du bist, München 2004
- Mahmud Darwisch: Der Würfelspieler. Gedicht, München 2009